# Tripelbauer
|   | a | b | c | d | e | f | g | h |   |
| 8 |   |   |   |   |   |   |   |   | 8 |
| 7 |   |   |   |   |   |   |   |   | 7 |
| 6 |   |   |   |   |   |   |   |   | 6 |
| 5 |   |   |   |   |   |   |   |   | 5 |
| 4 |   |   |   |   |   |   |   |   | 4 |
| 3 |   |   |   |   |   |   |   |   | 3 |
| 2 |   |   |   |   |   |   |   |   | 2 |
| 1 |   |   |   |   |   |   |   |   | 1 |
|   | a | b | c | d | e | f | g | h |   |

Weiß hat einen Doppelbauer auf der c- und Schwarz einen isolierten Tripelbauer auf der e-Linie.
Tripelbauer ist ein Begriff aus dem Schach. Er bedeutet, dass sich drei Bauern derselben Partei auf derselben Linie befinden. Dies kann nur dadurch zustande kommen, dass die beiden vorderen Bauern jeweils einen Stein auf dieser Linie geschlagen haben und ist eher selten. Stehen die drei Bauern sogar ohne Bauern der eigenen Partei auf den rechts und links benachbarten Linien, dann spricht man von isolierten Tripelbauern. Tripelbauern sind gewissermaßen eine Steigerung von Doppelbauern: Alles, was für Doppelbauern gilt, gilt umso mehr auch für Tripelbauern. So leiden Tripelbauern in der Regel unter einer gewissen Schwäche: Sie behindern sich gegenseitig beim Vormarsch und können leicht angegriffen und erobert werden. Letzteres gilt vor allem im Endspiel und für isolierte Tripelbauern. In seltenen Fällen können Tripelbauern stark sein, indem sie in ihrer Position verharren und wichtige Felder kontrollieren. In der Regel sind sie drei Bauern, die auf verschiedenen Linien stehen, unterlegen. Eine nochmalige Steigerung des Tripelbauern ist der Quadrupelbauer. Dieser dürfte jedoch in einer praktischen Schachpartie äußerst selten vorkommen.